# Jiří Plachý starší
Jiří Plachý starší (29. července 1899, Železný Brod – 2. prosince 1952, Praha) byl český herec, režisér a divadelní pedagog, otec herce Jiřího Plachého mladšího a bratr herce Vojtěcha Plachého-Tůmy.

## Mládí, studium
Pocházel z úřednické rodiny. Otec Josef byl podúředníkem c. a k.  okresních soudů, matka Marie (roz. Tůmová) v domácnosti. Měl čtyři sourozence, staršího Josefa a mladší Lidku, Vojtu a Karla . Po obecné škole v Pardubičkách vystudoval strojní průmyslovku (1918) a poté pracoval jako konstruktér u firmy Hübner a Opitz v jejich továrně na mlýnské stroje v Pardubicích. Měl v úmyslu studovat strojní inženýrství na ČVUT v Praze, nicméně už od studentských let hrál a režíroval ochotnicky divadlo v pardubickém „Studentském divadelním sdružení“.

## Divadlo
Docházel také do pardubické hudební školy, kde se učil zpěvu, hře na klavír a na housle. V roce 1922  se nejprve krátce stal hereckým elévem Národního divadla a zde se seznámil poprvé s režijní činností Karla Hugo Hilara. Od července 1922 se pak stal na pozvání režiséra Jana Bora řadovým činoherním hercem smíchovského Švandova divadla. V sezóně 1927/1928 zahájila činnost Plachého vlastní divadelní společnost „Česká komorní scéna“. Po dvou letech však soubor v důsledku hospodářské krize na konci 20. let ukončil svoji činnost. Plachého angažoval následně Jan Bor do Divadla na Vinohradech. Od roku 1929 až do roku 1948 tedy Plachý hrál a režíroval (režisérem byl jmenován v roce 1937 ) v Divadle na Vinohradech. Od roku 1948 až do své smrti v roce 1952 působil v pražském Národním divadle.
Jednalo se o výborného herce s vynikající mimikou, výborným hlasovým projevem i osobitým intelektuálně laděným hereckým stylem, který byl také úspěšným rozhlasovým i dabingovým hercem. Od prosince 1935 vyučoval herectví na dramatickém oddělení pražské konzervatoře, od října 1949 působil jako lektor herectví i na pražské DAMU. K jeho žákům patřili např. Vítězslav Vejražka, Václav Voska, František Hanus, Josef Pehr, Dana Medřická a Irena Kačírková .

## Film
Ve filmu vytvořil řadu celkem 40 rolí, některé z nich jsou dodnes velice známé, patrně nejznámější je jeho role magistra Edvarda Kelleyho ve filmu Císařův pekař – Pekařův císař, za nejhodnotnější je považována jeho vůbec poslední role ve snímku Měsíc nad řekou.

## Rodina
V roce 1934 se oženil s Dr. Jitkou Gollerovou, dcerou Felixe Gollera, člena správního výboru Divadla na Vinohradech a místopředsedy Spojeného družstva Národního divadla . V září 1946 se jim narodil syn Jiří Plachý mladší, který se stal také hercem, působil od r. 1970 v pražském Vinohradském divadle.

## Smrt
V roce 1952 získala Státní bezpečnost od bývalého spolupracovníka nacistické zpravodajské služby (SD) záznam ve věci jednání o propuštění Plachého bratra plk. Josefa Plachého, důstojníka čs.armády, který byl za války zatčen gestapem a hrozila mu smrt. Vyjednávání tehdy vedlo k tomu, že nebyl souzen stanným soudem, ale poslán do koncentračního tábora.
Toto svědectví se později stalo záminkou k výslechům StB a nátlaku na Jiřího Plachého s hrozbou odebrání jeho tehdy pětiletého syna. Vše skončilo Plachého tragickou smrtí pod okny jeho bytu v Chrudimské ulici č. 5 na Vinohradech dne 2. prosince 1952. Smrt byla označena za sebevraždu. Přesné okolnosti konce jeho života však nebyly zcela objasněny. Jiří Plachý starší byl pohřben na Vinohradském hřbitově.

## Citát
| „                      | Je nesporné, že Jiří Plachý byl jednou z nejvýznamnějších, ale i nejsložitějších osobností našeho divadla a dodnes na něho vzpomínám s velkou úctou. Jako na člověka i jako na umělce. | “ |
| — František Filipovský | |   |

## Divadelní role, výběr
- 1922 Karel Čapek, Josef Čapek: Ze života hmyzu, III. mravenec–voják (j. h. – elév ND), Národní divadlo, režie Karel Hugo Hilar
- 1923 Vildgans: Láska, Martin, Švandovo divadlo, režie Jan Bor
- 1929 R. C. Sheriff: Konec cesty, Osborne, Vinohradské divadlo, režie Josef Kodíček
- 1930 Jaroslav Hilbert: Jejich štěstí, Karel, Komorní divadlo, režie Jan Bor
- 1931 Maxim Gorkij: Na dně, Herec, Vinohradské divadlo, režie Jan Bor
- 1931 L. Stroupežnický: Naši furianti, Bušek, Vinohradské div., režie Fr.Salzer
- 1931 F. M. Dostojevskij, Jan Bor: Bratři Karamazovi, Ivan, Vinohradské div., režie Jan Bor
- 1932 Jiří Mahen: Janošík, Ilčík, Vinohradské divadlo, režie Jan Bor
- 1933 J. J. Kolár: Pražský žid, Mydlář, Vinohradské div., režie Bohuš Stejskal
- 1934 František Langer: Manželství s r. o., Šidlík, Vinohradské divadlo, režie Jan Bor
- 1934 Vítězslav Nezval: Tři mušketýři, Athos, Vinohradské divadlo, režie Jan Bor
- 1934 F. M. Dostojevskij, Jan Bor: Idiot, Rogožin, Vinohradské div., režie Jan Bor
- 1935 Michail Šolochov: Rozrušená země, Nagulnov, , Vinohradské divadlo, režie Jan Bor
- 1935 L. N. Tolstoj: Anna Karenina, Karenin, Vinohradské divadlo, režie Jan Bor
- 1935 Jan Port, Bohuš Stejskal: České pašije, Jéžíš, Vinohradské divadlo, režie Bohuš Stejskal
- 1935 S. Kingsley: Muži v bílém, Dr.Fergusson, Vinohradské div., režie Bohuš Stejskal
- 1935 Michail Šolochov: Rozrušená země, Nagulnov, Vinohradské div., režie Jan Bor
- 1935 Ivo Vojnovič: Lazarovo vzkříšení, Spasitel, Vinohradské div., režie Gabriel Hart
- 1936 Fr. Zavřel: Jan Žižka z Trocnova, Jan Hus, Vinohradské div., režie Fr.Salzer
- 1936 A.Strindberg: Tanec smrti, Edgar, Komorní div., režie Gabriel Hart
- 1936 Luigi Pirandello: Jakou ty mne chceš, Karel Salter, Vinohradské div., režie Bohuš Stejskal
- 1938 G. B. Shaw: Ženění a vdávání, Biskup, Komorní divadlo, režie Jan Bor
- 1938 Viktor Dyk: Veliký mág, titul. role, Komorní div., režie Bohuš Stejskal
- 1939 Jiří Mahen: Mrtvé moře, Havelka, Vinohradské divadlo, režie Bohuš Stejskal
- 1940 G.Hauptmann: Bobří kožich, pán z Wehrhahnu, Vinohradské div., režie Fr.Salzer
- 1940 František Götz: Soupeři, Kolár, Vinohradské divadlo, režie Gabriel Hart
- 1942 L.Stroupežnický: V panském čeledníku, Talácko, režie Bohuš Stejskal
- 1943 Henrik Ibsen: Stavitel Solness, Solness, Komorní divadlo, režie Gabriel Hart
- 1944 J. K. Tyl: Pražský flamendr, Sýkora, Divadlo J. K. Tyla, režie K.Konstantin
- 1945 Arnošt Dvořák: Husité, Zikmund, Městské lidové divadlo Karlín, režie Fr.Salzer
- 1945 Romain Rolland: 14. červenec, Vintimille, Vinohradské div., režie Jiří Frejka
- 1946 G. B. Shaw: Domy pana Sartoria, titul. role, Komorní div., režie Bohuš Stejskal
- 1947 A. S. Gribojedov: Hoře z rozumu, Famusov, Vinohradské div., režie Jiří Frejka
- 1947 Karel Čapek: Věc Makropulos, Prus, Komorní div., režie Bohuš Stejskal
- 1947 K. A. Treněv: Vojevůdce Kutuzov, titul.role, Vinohradské div., režie Gabriel Hart
- 1948 G. B. Shaw: Svatá Jana, Warwick, Vinohradské divadlo, režie Jiří Frejka
- 1950 Alois Jirásek: Jan Žižka, Sigmund, Národní divadlo, režie Antonín Dvořák
- 1952 A. N. Ostrovskij: Pozdní láska, G. P. Margaritov, Tylovo divadlo, režie František Salzer

## Divadelní režie, výběr
- 1935 Eugene O´Neill: Pramen věčného mládí, Juan Ponce de León, Vinohradské div.
- 1938 R. Jesenská: Devátá louka, Komorní divadlo
- 1939 A. Pacovská: Chudí lidé vaří z vody, Vinohradské divadlo, současně vystupoval v roli Kováře
- 1941 Aristofanes: Ženský sněm, Divadlo Na poříčí, 24 repríz
- 1941 A. Pacovská: Vdovin groš, Vinohradské divadlo
- 1942 Zdena Lipanská: Kateřina, Komorní div., 58 repríz
- 1943 J. Vrchlický, Z.Fibich: Námluvy Pelopovy, Vinohradské divadlo, současně vystupoval v roli Oinomaose
- 1944 J. Vrchlický, Z.Fibich: Smír Tantalův, Vinohradské divadlo, 26 repríz
- 1944 J. Vrchlický, Z.Fibich: Smrt Hippodamie, Divadlo J.K.Tyla v Karlíně, 11 repríz
- 1946 A. P. Čechov: Višňový sad, Vinohradské divadlo
- 1950 M. Gorkij: Měšťáci, Městské oblastní divadlo Mladá Boleslav, (j. h.)

## Filmografie, výběr
- 1925 Z českých mlýnů
- 1934 Pokušení paní Antonie
- 1935 Jedna z milionu (advokát dr. Zeman)
- 1937 Jan Výrava
- 1938 Zborov
- 1938 Druhé mládí
- 1947 Čapkovy povídky
- 1947 Jan Roháč z Dubé
- 1948 Krakatit
- 1949 Němá barikáda (uhlíř)
- 1951 Císařův pekař – Pekařův císař (magistr Kelley)
- 1952 Plavecký mariáš (Šindelář)
- 1953 Měsíc nad řekou
- 1953 Jestřáb kontra Hrdlička (kořistník Jestřáb – nedokončeno)